# Olympische Sommerspiele 2004/Teilnehmer (Nicaragua)
| Gelbes Symbol für Goldmedaillen mit stilisierten Olympischen Ringen | Graues Symbol für Silbermedaillen mit stilisierten Olympischen Ringen | Braundes Symbol für Bronzemedaillen mit stilisierten Olympischen Ringen |
| ------------------------------------------------------------------- | --------------------------------------------------------------------- | ----------------------------------------------------------------------- |
| —                                                                   | —                                                                     | —                                                                       |

Nicaragua nahm an den Olympischen Sommerspielen 2004 in Athen, Griechenland, mit einer Delegation von fünf Sportlern (zwei Männer und drei Frauen) teil.

## Teilnehmer nach Sportarten

### Leichtathletik
- Carlos Abaunza
100 Meter Männer: Vorläufe

- Dalila Rugama
Speerwurf Frauen: Vorläufe

### Schießen
- Svitlana Kashchenko
Kleinkaliber Dreistellungskampf Frauen: 28. Platz
Luftgewehr 10 m Frauen: 41. Platz

### Schwimmen
- Fernando Medrano-Medina
100 Meter Schmetterling Männer: Vorläufe

- Geraldine Arce
50 Meter Freistil Frauen: Vorläufe